# Instituto de Evaluación de Tecnologías en Salud e Investigación
El Instituto de Evaluación de Tecnologías en Salud e Investigación (Ietsi) de EsSalud es un instituto perteneciente al Seguro Social de Salud del Perú cuya misión es el desarrollo y gestión de la evidencia científica, para informar la toma de decisiones en salud y optimizar el uso de los recursos, a fin de lograr y extender servicios de salud de calidad para los peruanos, a través de la Seguridad Social.
Cuenta con tres direcciones:
- Dirección de Evaluación de Tecnologías Sanitarias
- Dirección de Guías de Práctica Clínica, Farmacovigilancia y Tecnovigilancia
- Dirección de Investigación en Salud

A nivel internacional, Ietsi forma parte de la Red de Evaluación de Tecnologías en Salud de las Américas (RedETSA). A nivel nacional, Ietsi forma parte de la Red Nacional de Evaluación de Tecnologías Sanitarias (Renetsa), junto al Centro Nacional de Salud Pública (CNSP) y la Dirección General de Medicamentos, Insumos y Drogas (Digemid).

## Historia
El 2010 se crea la Unidad de Evaluación de Tecnologías Sanitarias (ETES) y al año siguiente la Comisión Sectorial de Evaluación de Tecnologías en Salud y Enfermedades de Alto Costo a través de la Resolución Ministerial n.° 463-2011-MINSA.
El año 2014 se crea en EsSalud el Instituto de Evaluación de Tecnologías en Salud e Investigación (IETSI), que inicia sus funciones el año 2015.

## Direcciones

### Dirección de Evaluación de Tecnologías Sanitarias (DETS)
La DETS tiene por objetivo realizar evaluaciones de tecnologías sanitarias, para lo cual cuenta con dos subdirecciones:
- Subdirección de evaluación de productos farmacéuticos y otras tecnologías sanitarias
- Subdirección de evaluación de dispositivos médicos y equipos biomédicos

Hasta noviembre del 2020, el IETSI ha publicado más de 290 evaluaciones de tecnologías sanitarias, cuyo texto en extenso puede consultarse en la página web de la dirección. Estas han informado en base a evidencias decisiones sobre el uso de fármacos y dispositivos médicos en el ámbito de EsSalud.
Asimismo, DETS realiza reportes breves sobre temas de interés, como los realizados sobre COVID-19. Que incluyeron una revisión sistemática realizada sobre dióxido de cloro para COVID-19, y una revisión sobre intervenciones para el tratamiento de COVID-19.

### Dirección de Guías de Práctica Clínica, Farmacovigilancia y Tecnovigilancia (DGPCFT)
La DGPCFT tiene dos áreas:
- Guías de práctica clínica (GPC)
- Farmacovigilancia y tecnovigilancia

El área de GPC elabora GPC basadas en evidencias que buscan brindar recomendaciones contextualizadas al ámbito de EsSalud, siendo el IETSI una de las principales entidades que elaboran GPC en Perú. Para la elaboración de GPC, el IETSI ha adoptado la metodología Grading of Recommendations Assessment, Development and Evaluation (GRADE). Hasta noviembre del 2020, el IETSI ha publicado más de 35 guías de práctica clínica basadas en evidencias, y ha comenzado con evaluar la adherencia de dichas GPC en EsSalud.

### Dirección de investigación en Salud (DIS)
La DIS tiene por objetivo desarrollar y gestionar la investigación en EsSalud. Para lo cual cuenta con dos áreas: 
- Área de Desarrollo de Investigación
- Área de Gestión y Regulación de la Investigación

Entre las actividades realizadas por la DIS, se encuentran:
- Haber desarrollado (hasta octubre del 2020) cerca de 42 estudios de investigación en EsSalud.[6]
- Haber impulsado la generación de competencias en investigación a través de formación continua para profesionales de la institución.
- Haber financiado (hasta octubre del 2020) 36 proyectos de investigación que han generado evidencia a nivel institucional.
- Haber premiado a 53 investigadores por contar con publicaciones en revistas científicas indexadas.[12][13]
- Haber realizado actividades de regulación de la investigación.
- Haber elaborado la Directiva de Desarrollo de Investigación en EsSalud, estableciendo el marco normativo y ético para el desarrollo de proyectos de investigación en seres humanos o con las muestras o datos que de ellos provengan.
- Haber establecido las prioridades de investigación en salud para EsSalud.[14]
- Durante la pandemia por COVID-19, haber formado el Comité de ética específico para COVID-19, logro que fue seleccionado como una Buena Práctica en Gestión Pública.
- Viene realizando estudios sobre COVID-19 para informar la toma de decisiones, entre los que se encuentran un ensayo clínico aleatorizado para evaluar el uso de plasma de convalecientes en COVID-19.[15]